# Kaap van Rodon
Kaap van Rodon of Kaap van Skanderbeg (Albanees: Kepi i Rodonit of Kepi i Skenderbeut) is een rotsachtige kaap aan de Adriatische Zee ten noorden van Durrës. Op de kaap staat het Kasteel van Rodoni, gebouwd door Skanderbeg in 1463 en een Sint-Antoniuskerk. Verder naar het zuiden in de baai liggen er tussen de kaap en het Rrushkull Reserve diverse badplaatsen, zoals Fshati Turistik Lura en het Lalzit Bay Resort, die nog in aanbouw is.